# Der Tod des Herrn Lazarescu
Der rumänische Spielfilm Der Tod des Herrn Lazarescu (Moartea domnului Lăzărescu) von 2005 schildert mit schwarzem Humor die Zustände im rumänischen Gesundheitswesen. Regie führte Cristi Puiu, der auch am Drehbuch der Tragikomödie mitschrieb. 
Puiu betonte, dass es ihm nicht um Kritik an den Ärzten gehe, die unter schwierigen Bedingungen arbeiten. Mehr noch als um die Krankenhäuser gehe es ihm um „die Paradoxien des Lebens“. Auslöser für das Filmprojekt war eine Hypochondrie Puius. Er bekam 2001 Angst vor einer Reise nach Cannes, glaubte erst Krebs, dann eine Muskel-Atrophie zu haben, forschte im Internet nach vermeintlichen Symptomen und suchte schließlich Ärzte auf, die nichts fanden. Die Beschäftigung mit existenziellen Fragen veranlasste ihn, die Geschichte zu schreiben. Er betrachtete das „Sterben als kontinuierlichen Prozess“. Auf diese Fragen gab es für ihn jedoch keine endgültigen Antworten.
Der Film spielt sich in einer einzigen Nacht ab und ist aus der Hand gefilmt. In den Krankenhäusern konnte Puiu nur nachts drehen und litt tagsüber an Schlaflosigkeit. Uraufgeführt wurde das Werk anlässlich der Filmfestspiele von Cannes 2005 und erhielt die Auszeichnung Un Certain Regard. Beim Europäischen Filmpreis 2005 war der Film für die beste Regie und das beste Drehbuch nominiert. In Deutschland kam er nicht ins reguläre Kinoprogramm. 2007 produzierte das ZDF eine deutsche Synchronfassung. Hauptdarsteller Ioan Fiscuteanu starb zwei Jahre nach Erscheinen des Films an Darmkrebs.

## Handlung
Herr Lăzărescu wird bald 63 Jahre alt, ist im Ruhestand und lebt allein in einer Bukarester Mietwohnung. Die Frau ist verstorben, die Tochter ausgewandert, Gesellschaft leisten ihm nur seine drei Katzen. Wegen Kopfweh und Magenschmerzen ruft er an einem Samstagabend beim Notfalldienst an. Weil dieser auf sich warten lässt, klingelt er bei seinen Nachbarn. Diese merken, dass er getrunken hat und gehen davon aus, dass dies sein Leid hervorgerufen habe. Sie finden seine Wohnung unaufgeräumt und dreckig vor und bringen ihm etwas Essen. Er erbricht Blut.
Nach einer Weile kommt die Notfallassistentin Mioara, während der Fahrer unten im Wagen bleibt. Sie vermutet den Auslöser der Schmerzen zunächst im Alkoholkonsum und verabreicht dem alten Mann Glukose. Nachdem er ihr von einem Magengeschwür berichtet hat, das er vor vierzehn Jahren hatte, glaubt sie an einen Darmkrebs und will ihn ins Spital bringen. Es gelingt ihr nicht, die Nachbarn zu überzeugen, Lăzărescu zu begleiten; seine Schwester verspricht, am Tag darauf aus Târgu Mureș anzureisen. Im weiteren Verlauf der Nacht benimmt sich Lăzărescu oftmals schwierig. Das Spitalul Sf. Spiridon ist schon voll belegt, auch deshalb, weil an diesem Abend auf der 1 ein Reisebus verunglückt ist. Der untersuchende Arzt stellt gleich Lăzărescus Fahne fest, wirft ihm vor, an seiner Misere durch das Trinken selbst schuld zu sein und das Spital zu beanspruchen, obwohl andere Kranke mehr Hinwendung nötig hätten als er. Er empfiehlt Mioara, Lăzărescu zum Spitalul Universitar zu bringen, wo er besser untersucht werden könne. Am Unispital bemerkt die Aufnahme zunächst wieder den Alkoholismus des Patienten, sieht aber die Möglichkeit einer ernsteren Erkrankung. Wiederum will man ihn an eine andere Klinik verweisen, doch die Fürsprache einer Pflegerin ermöglicht in letzter Minute doch die Vornahme einer Tomografie. Der hierfür zuständige junge Arzt, der sich an Patienten und seine Unterstellten in schnodrigem Ton wendet, stellt unter dem Schädel ein Hämatom fest, das umgehend operiert werden muss. Bald werde er aber sowieso von einem unheilbaren Leberschaden hingerafft. Wegen der Überbelegung in der Uniklinik empfiehlt er die Weiterfahrt ins Spitalul Filaret und gibt die tomografischen Bilder mit. Deutlicher als in den anderen Spitälern weisen dort die Ärzte Mioara zurecht, dass sie als Hilfskraft sich nicht in die Diagnose promovierter Mediziner einzumischen habe. Der Chefchirurg erwartet von Lăzărescu, dass er die übliche Einverständniserklärung zur Operation unterschreibt. Doch der Patient, schon etwas wirr, leistet die Unterschrift nicht. Aus Furcht, rechtlich belangt zu werden, weigert sich der Arzt, zu operieren. Mioara und der Ambulanzfahrer bringen ihn ins Krankenhaus Bagdasar, wo sie übermüdetes Personal vorfinden. Weil Lăzărescu inzwischen in einem apathischen Zustand ist, benötigt man hier keine Einverständniserklärung mehr. Erstmals erkennen die Ärzte, dass Lăzărescu offene Beine hat. Die Vorbereitungen für die Operation werden getroffen. Zwei Pflegerinnen waschen ihn und rasieren ihm den Kopf. Zuletzt wartet eine von ihnen bei ihm.

## Kritik
Christoph Huber von der österreichischen Presse entwarnte, der Stoff klinge zwar „auf dem Papier […] wenig einladend“. Er lobte den „überwältigenden dokumentarischen Realismus“, dank dem die zahlreichen auftauchenden Nebenfiguren „absolut echt“ wirkten. Die Länge des Films rufe „das Gefühl von Echtzeit“ hervor.
Für die Cinema war der Film „großes humanistisches Kino eines Meisters“, der „mit teils sarkastischem Humor […] das marode Gesundheitssystem seines Heimatlandes an[prangert]“.
Ein „Werk von erstaunlicher Kraft und Radikalität“ war Puius Film für die Filmzeitschrift Positif. Er „verblüfft und entzückt durch die Einzigartigkeit seines Tons: irgendwo zwischen epischer Erzählung (die nächtlichen Irrfahrten der Figur) und Dokumentarfilm (die Beschreibung, wie Spitäler funktionieren).“ Schwarz sei das Bild, schrieb Kritiker Pierre Eisenreich, doch was sei zugleich die Ironie groß und subtil! „Keinerlei Romantik, um den Verlust Lazarescus zu versüßen; im Gegenzug legt eine alltägliche, vor allem weibliche, Menschlichkeit einen gewissen Anstand über den Verfall des Sterbenden.“ Neben der Allgegenwart weiblicher Schönheit biete der Film ein „sehr treffendes“ Bild vom Machismus rumänischer Männer und liefere Beispiele für die Kultur der Korruption im Land. Puius Bestandesaufnahme sei „streng, reif und definitiv redlich, wie seine Vorstellung vom Tod eines Mannes.“